# Christer Hultgren
Per Christer Elon Hultgren, född 25 december 1945 i Karlskrona, död 28 maj 2024 i Karlskrona stadsdistrikt, var en svensk sångförfattare och kompositör.
Hultgren, som var IT-chef, var musikledare i Pingströrelsen.
Han satt med som ledamot för Segertonerkommittén 1988.

## Sånger
- Herre, till dig får jag komma, skriven 1973.[2]
- Det hände sig en gång i Bibelns land, skriven 1977.[2]
- Jag vill ge dig, o Herre, min lovsång, skriven 1978.[2]
- Herre, jag ber, skriven 1978.[2]
- Kom, låt oss alla samlas, skriven 1978.[2]
- Som en fågel utsläppt ur buren, skriven 1984.[2]
- En vanlig dag när inget särskilt händer, musiken skrevs 1987.[2]

### Översättningar och bearbetningar
- O det finns ingen vän som Jesus, översatt 1986.[2]
- Jag har hört om Herren Jesus hur han gick på stormigt hav, översatt 1986.[2]
- Herre, jag med glädje, bearbetad 1986.[2]
- Kom, o kom, du betryckta själ, bearbetad 1987.[2]
- Jag är frälst, min Herre frälst mig, bearbetad 1987.[2]